# Natação nos Jogos Olímpicos de Verão da Juventude de 2014 - 400m livres Moças
As provas de natação' dos' 400 m mariposa de moças nos Jogos Olímpicos de Verão da Juventude de 2014 decorreram a 22 de Agosto de 2014 no natatório do Centro Olímpico de Desportos de Nanquim em Nanquim, China. A final teve a norte-americana Hannah Moore a conquistar o Ouro, a tailandesa Sarisa Suwannachet ganhou a Prata, enquanto a alemã Kathrin Demler foi Bronze .

## Medalhistas
| Ouro   | USA Hannah Moore       |
| Prata  | THA Sarisa Suwannachet |
| Bronze | GER Kathrin Demler     |

## Resultados da final
| Pos.              | Linha | Nadador                | Tempo total | Diferença |
| ----------------- | ----- | ---------------------- | ----------- | --------- |
| Medalha de ouro   | 4     | USA Hannah Moore       | 4:11:05     |           |
| Medalha de prata  | 5     | THA Sarisa Suwannachet | 4:11.23     | +0.18     |
| Medalha de bronze | 3     | GER Kathrin Demler     | 4:11.25     | +0.20     |
| 4                 | 6     | HUN Melinda Novoszath  | 4:12.09     | +1.04     |
| 5                 | 7     | BAH Joanna Evans       | 4:12.14     | +1.09     |
| 6                 | 8     | ITA Simona Quadarella  | 4:15.05     | +4.00     |
| 7                 | 1     | BRA Bruna Primati      | 4:15.12     | +4.07     |
| 8                 | 2     | AUT Claudia Hufnagl    | 4:18.26     | +7.21     |